# L'Exorcisme de Hannah Grace
Pour plus de détails, voir Fiche technique et Distribution.
L'Exorcisme de Hannah Grace ou La Possession de Hannah Grace au Québec (The Possession of Hannah Grace) est un film d'horreur américain réalisé par Diederik van Rooijen, sorti en 2018.

## Synopsis
L'ex-policière Megan Reed a perdu son poste à la suite d'une arrestation qui a mal tourné. En cure de désintoxication dans un hôpital de Boston, elle accepte un poste d'agent d'admission dans la morgue de l'établissement. Une nuit, elle reçoit le cadavre de Hannah Grace, une jeune femme décédée trois mois plus tôt à la suite de plusieurs exorcismes ratés. Mais l'esprit démoniaque qui a pris possession de son corps n'a pas disparu et l'amène à commettre plusieurs meurtres qui vont mettre les nerfs de Megan à rude épreuve.

## Fiche technique
- Titre original : The Possession of Hannah Grace
- Titre français : L'Exorcisme de Hannah Grace
- Titre québécois : La Possession de Hannah Grace
- Réalisation : Diederik van Rooijen
- Scénario : Brian Sieve
- Direction artistique : Paula Loos
- Costumes : Deborah Newhall
- Photographie : Lennert Hillege
- Montage : Stanley Kolk
- Musique : John Frizzell
- Production : Todd Garner et Sean Robins
- Production déléguée : Glenn S. Gainor
- Sociétés de production : Screen Gems et Broken Road Productions
- Sociétés de distribution : Screen Gems (États-Unis) ; Sony Pictures Releasing France (France)
- Pays d'origine :  États-Unis
- Langue originale : anglais
- Genre : horreur
- Durée : 85 minutes
- Dates de sortie :
  - États-Unis : 30 novembre 2018[1]
  - France : 5 décembre 2018

Classification :
- - États-Unis : Restricted R (les enfants de moins de 17 ans doivent être accompagné d'un adulte)
  - France : Interdit aux moins de 12 ans avec avertissement (déconseillé aux moins de 16 ans lors de sa diffusion à la télévision sur Canal + mais aux moins de 12 ans sur les autres chaînes)

## Distribution
- Shay Mitchell (VF : Ingrid Donnadieu ; VQ : Kim Jalabert) : Megan Reed
- Stana Katic (VF : Anne Massoteau ; VQ : Aline Pinsonneault) : Lisa Roberts
- Grey Damon (VF : Damien Ferrette ; VQ : Jean-Philippe Baril-Guérard) : Andrew Kurtz
- Kirby Johnson (VF : Zina Khakhoulia) : Hannah Grace
- Nick Thune (VF : Frédéric Souterelle ; VQ : Alexis Lefebvre) : Randy
- Jacob Ming-Trent : Ernie Garnor
- Max McNamara (VF : Benjamin Bollen) : Dave
- Louis Herthum (VF : Guillaume Orsat ; VQ : Denis Roy) : Grainger
- Guy Clemens : Père Cunningham

## Production
Ce film a été tourné notamment avec un Sony A7S II.